# Erich Hösel
 (avril 2024).
Oskar Erich Hösel (né le 5 avril 1869 à Annaberg im Erzgebirge, mort le 29 décembre 1953 à Meissen) est un sculpteur allemand.

## Biographie
Son père est employé de commerce dans une entreprise d'Annaberg. Quand il a deux ans, son père fonda la "Carrara Marmor-Waren Fabrik Julius Hösel Dresden" , la famille s'installe dans la capitale saxonne.
Erich Hösel commence ses études à l'académie des beaux-arts de Dresde en 1886. À partir de 1889, il étudie auprès de Johannes Schilling et de 1892 à 1895 dans l'atelier de Robert Diez. D'octobre 1899 à août 1903, Hösel travaille comme professeur à l'école des beaux-arts de Cassel. Il fut nommé professeur en 1904.

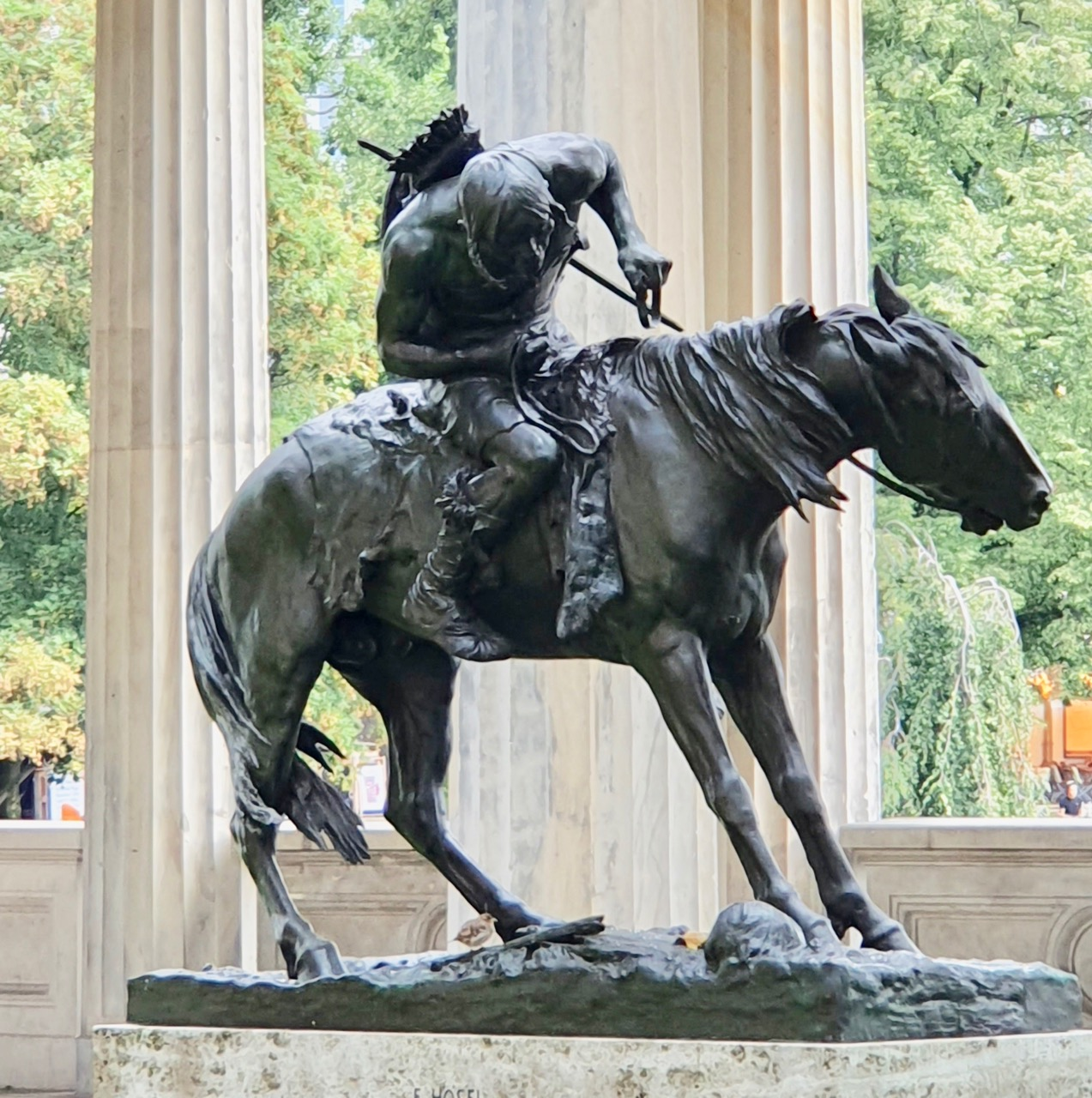
', 1895, Berlin.

En 1903, sur proposition de Diez, Erich Hösel travaille à la manufacture royale de Meissen (de) et devient en 1912 chef du département de design. Entre 1904 et 1918, il crée une centaine de modèles avec des figures d'animaux, d'enfants et d'Indiens, des portraits et des figures de genre. En raison de l'animosité de Max Adolf Pfeiffer (de) contre lui depuis 1918, Hösel profite de la possibilité d'une retraite anticipée à partir du 1er août 1929. Cependant, il garde un atelier dans les locaux de l'entreprise jusqu'en 1950 et fournit des modèles de petites sculptures, comme des animaux, contre rémunération.
Erich Hösel entreprend des voyages d'études en Grèce, à Constantinople et en Asie Mineure en 1898-1899 grâce à une bourse de voyage universitaire, puis en Belgique, en France, au Danemark, en Suède et en Grande-Bretagne et en 1904 en Amérique du Nord.
Hösel est membre du Groupe d'artistes de Dresde 1913 (de) et de l'Association économique des artistes visuels de Dresde.
En 1934, Hösel offre pour le nouveau pont de Meissen sur l'Elbe sa sculpture de 170 cm de haut Bouc d'Abyssnie en pierre calcaire au ministère des Finances de Saxe pour 3 500 reichsmarks. Ce geste de Hösel fait preuve d'humour, car le ministère des Finances avait prévu en février 1934 une statue équestre comme allégorie nazie sur la tête de pont de la rive droite et le conseil municipal avait tenté en vain de la faire nommer pont Adolf Hitler à la Chancellerie du Reich. Avec la vente de cette sculpture, Hösel souhaitait refinancer son avance financière pour l'association d'aviron qu'il avait cofondé en 1931 et qui devint à partir de 1933 l'association avec le plus grand nombre de membres à Meissen après que le gouvernement nazi dissout le club de gymnastique et de sport ouvrier au cours de l'été 1933.